# جيم دويل (لاعب كرة قاعدة)
جيم دويل (بالإنجليزية: Jim Doyle)‏ هو لاعب كرة قاعدة أمريكي، ولد في 25 ديسمبر 1881 في ديترويت في الولايات المتحدة، وتوفي في 1 فبراير 1912 في سيراكيوز في الولايات المتحدة.

## وصلات خارجية
- جيم دويل على موقعبيزبول رفرنس.كوم (الدوري الرئيسي) (الإنجليزية)
- جيم دويل على موقعبيزبول رفرنس.كوم (الدوري الثانوي) (الإنجليزية)